# Derek Shirley
Derek Shirley (Ottawa, 1975) is een Canadese jazzbassist.

## Biografie
Shirley studeerde jazzbass aan de muziekafdeling van McGill University. Hij trad in Canada en Amerika op met bands als Zebradonk en The Woodchoppers Association, later, in 2001, vestigde hij zich in Berlijn.
Hier trad hij met o.m. David Moss, Michael Griener, Mathias Bauer, Chris Dahlgren, Tony Buck en de Neue Dresdner Kammermusik op. Hij is lid van Michael Thieke's groepen Hotelgäste (met Dave Bennett) en Unununium (met Steve Heather, Christian Weber, Luca Venitucci, Martin Siewert en Eric Schaefer). Hij speelt ook in Paul Brody's Tango Toy, de groep Coal Oven en de noise-rockgroep Monno (met Antoine Chessex, Gilles Aubry en Marc Fantini).

## Discografie
- Hotelgäste: Flowers You Can Eat, 2005
- Unununium: Where Shall I Fly Not to Be Sad, My Dear?, 2006
- Monno: Error, 2006
- Monno: Ghosts, 2008